# Elvir Laković Laka

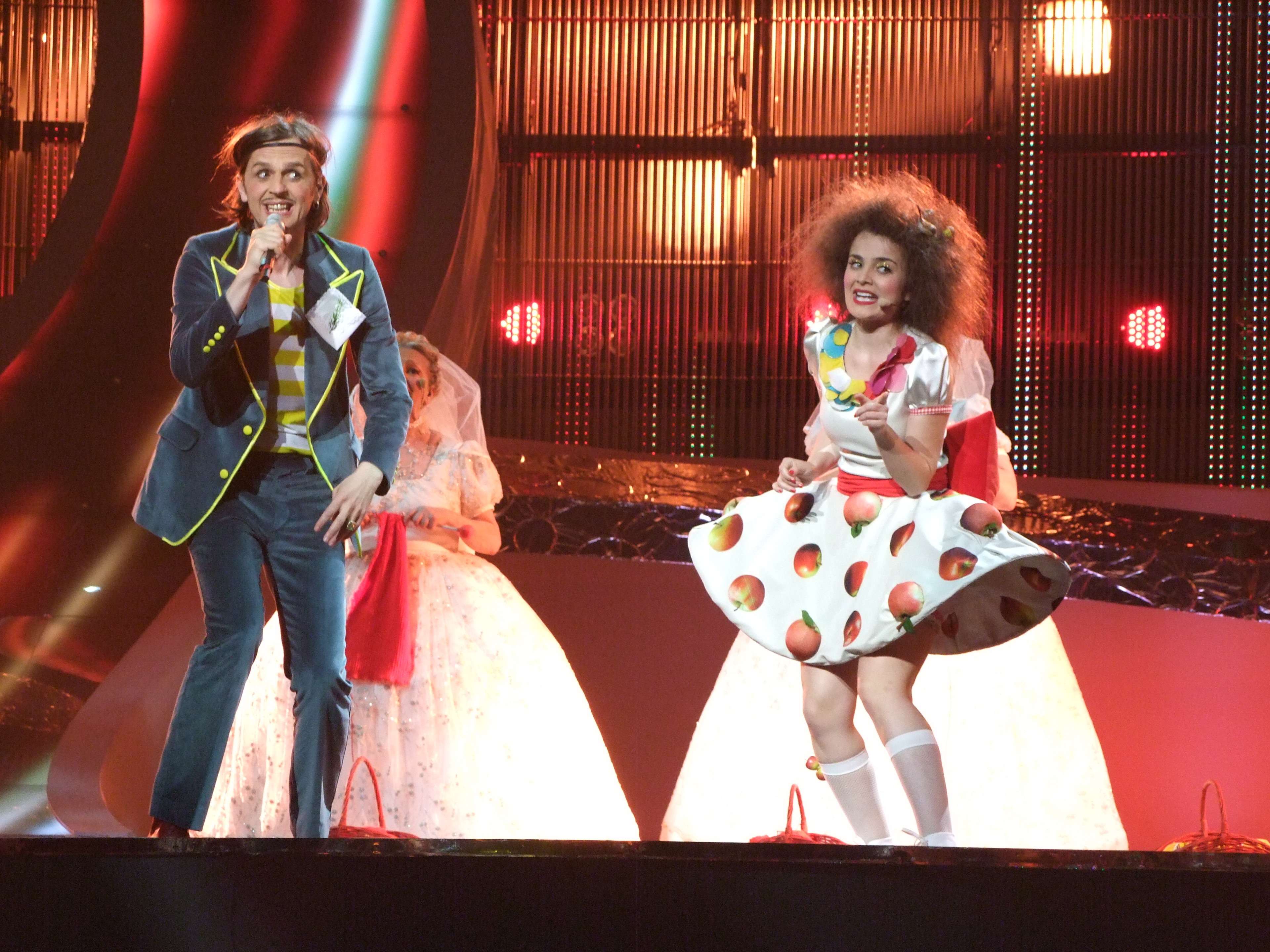
Laka, gemeinsam mit seiner Schwester Mirela, im Halbfinale des Eurovision Song Contest 2008

Elvir Laković Laka (* 15. März 1969 in Goražde), auch unter seinem Künstlernamen Laka bekannt, ist ein bosnischer Sänger. Er vertrat sein Heimatland beim Eurovision Song Contest 2008 in Belgrad.

## Biografie
Elvir Laković Laka wurde in Goražde, im Osten Bosnien-Herzegowinas geboren. Der angehende Gitarrist besuchte die Musikhochschule seiner Heimatstadt, teilte aber die dortigen Lernmethoden und Sichtweisen auf die Musik nicht und brach das Studium ab. Daraufhin verdiente er sich als Straßenmusikant in Goražde seinen Lebensunterhalt und bestritt einige Rock-’n’-Roll-Konzerte mit der mit Schulfreunden gegründeten Band Deformacija poreza.
Einem breiten Publikum als Einzelkünstler wurde Laka 1998 durch den veröffentlichten Song Sam Se Razočar'o bekannt, mit dem ihm großer Erfolg in seinem Heimatland beschieden war. Ein Jahr später errang er mit der Formation Deformacija poreza und dem Song Razocaro einen zweiten Platz bei einem Musikfestival, woraufhin der staatliche Fernsehsender TVBiH ein Musikvideo produzierte. Nach weiteren Soloprojekten, an denen er auch als Songwriter beteiligt war, gewann Laka mit Moro (2003) den nationalen Filmpreis Davorin für den besten Rocksong. Im Jahr 2004 ging er nach New York. Die Gründung einer eigenen Band war aber nicht von Erfolg gekrönt und zweieinhalb Jahre später kehrte er in sein Heimatland zurück.
2007 veröffentlichte Laka mit ZEC sein erstes Soloalbum, das später preisgekrönt und auch in Kroatien veröffentlicht wurde. Ein Jahr später gab eine Jury dem von ihm geschriebenen und gemeinsam mit seiner jüngeren Schwester Mirela interpretierten Titel Pokušaj den Vorzug, Bosnien-Herzegowina beim Eurovision Song Contest 2008 in Belgrad zu vertreten. Die in der Landessprache gehaltene Pop-Rock-Nummer konnte sich beim ESC-Halbfinale am 20. Mai 2008 unter die beliebtesten zehn Beiträge platzieren, was den Einzug in das vier Tage später stattfindende ESC-Finale bedeutete. Dort belegte Laka beim Sieg des Russen Dima Bilan einen zehnten Platz.
Der Künstler, der für seine Experimentierfreude und eine schräge Art von Humor bekannt ist (bei der Premiere seines ESC-Titels im bosnischen Fernsehen baute er einen lebendigen Hahn und Bauernjungen ein; im ESC-Halbfinale waren vier strickende Bräute im Bühnenhintergrund zu sehen), lebt heute in Sarajevo.
Ende 2008 gewann er bei den MTV Europe Music Awards in der Kategorie Best Adria Act.
2010 erschien sein zweites Studioalbum mit dem Titel Stvorenje.

## Diskografie
Alben
- 2007: ZEC
- 2010: Stvorenje

Singles (Auswahl)
- 2008: Pokušaj